# مأموریت کمک منطقه‌ای به جزایر سلیمان
مأموریت کمک منطقه ای به جزایر سلیمان (به انگلیسی: Regional Assistance Mission to Solomon Islands) که همچنین به‌عنوان عملیات آنود (Operation Anode) نیز شناخته می‌شود، در سال ۲۰۰۳ در پاسخ به یک درخواست کمک بین‌المللی، توسط فرماندار کل جزایر سلیمان ایجاد شد. این ماموریت به‌طور رسمی در تاریخ ۳۰ ژوئن ۲۰۱۷ به اتمام رسید.